# La magia del amor (Camela)
La magia del amor es el decimocuarto álbum de estudio de Camela, lanzado en el año 2011. En la portada de este álbum el trío decidió caracterizarse de Piratas del Caribe, empezando una saga de caracterizaciones en sus portadas. En las plataformas digitales se publicó con dos temas adicionales: "Yo también", en colaboración con Cristian Gálvez y cuyos beneficios se destinaron a Proyecto Protect (investigación y lucha contra la pederastia y la explotación sexual infantil) se incluyó en algunas plataformas. En otras se incluyó "Pequeño valiente", que fue compuesto para un niño con una enfermedad cardíaca a quien el grupo había estado visitando y finalmente fue dedicado a todos los niños que padecen enfermedades.

## Pistas
| La magia del amor |                            |                         |          |  |
| N.º               | Título                     | Escritor(es)            | Duración |  |
| 1.                | «Olé»                      | Mª Ángeles Muñoz Dueñas | 3:44     |  |
| 2.                | «Si digo: Te quiero»       | Rubén Martín Muñoz      | 3:38     |  |
| 3.                | «Al son de la melancolía»  | Mª Ángeles Muñoz Dueñas | 3:50     |  |
| 4.                | «Te recordaré»             | Rubén Martín Muñoz      | 3:31     |  |
| 5.                | «La magia del amor»        | Mª Ángeles Muñoz Dueñas | 4:10     |  |
| 6.                | «No tengo remedio»         | Mª Ángeles Muñoz Dueñas | 3:17     |  |
| 7.                | «Eso del amor»             | Rubén Martín Muñoz      | 3:35     |  |
| 8.                | «¿Donde estará esa niña?»  | Rubén Martín Muñoz      | 3:55     |  |
| 9.                | «Con lo que me ha costado» | Rubén Martín Muñoz      | 3:30     |  |
| 10.               | «Déjame contarte»          | Mª Ángeles Muñoz Dueñas | 4:00     |  |
| 37:00             |                            |                         |          |  |

## Listas
| Lista  | Proveedor  | Posición | Certificación | Ventas  |
| ------ | ---------- | -------- | ------------- | ------- |
| España | Promusicae | 2        | 1x Oro        | 20 000+ |

- Datos: Q67181729